# (48159) Saint-Véran
(48159) Saint-Véran, désignation internationale (48159) Saint-Veran, est un astéroïde de la ceinture principale.

## Description
(48159) Saint-Veran est un astéroïde de la ceinture principale. Il fut découvert le 16 avril 2001 à Saint-Véran par l'Observatoire de Saint-Véran. Il présente une orbite caractérisée par un demi-grand axe de 2,68 UA, une excentricité de 0,04 et une inclinaison de 4,1° par rapport à l'écliptique.

## Compléments